# Helga Matura
Helga Sofie Matura (* 19. August 1933 in Bottrop; † 27. Januar 1966 in Frankfurt am Main) war eine deutsche Prostituierte und Mordopfer. Das Verbrechen wurde bislang nicht aufgeklärt.

## Leben
Maturas Vater war Kellner und führte später einen Tabakwarenladen, die Mutter war Hausfrau. Die Familie war römisch-katholisch. Matura absolvierte die Volksschule und erlernte anschließend den Beruf der Hutmacherin.
1952 heiratete sie den Düsseldorfer Kaufmann Horst Wanders. Ein gemeinsames Kind starb im Alter von fünf Monaten an einer Lungenentzündung, danach blieb die Ehe kinderlos. Die Ehe wurde am 27. Januar 1955  geschieden.
Matura hatte sich ab 1953 an Misswahlen beteiligt und erhielt Aufträge als Mannequin. 1957 zog sie nach Luxemburg, wo sie unter anderem als Tänzerin und Bardame arbeitete. 1961 tauchte sie in Karlsruhe auf und wollte dort eine Judo-Schule eröffnen. Obwohl sie bereits um die notwendige Genehmigung dafür nachgesucht hatte, zog sie 1962 nach Frankfurt. Sie bewohnte dort ein Vier-Zimmer-Appartement in der Gutleutstraße 85 und fuhr einen weißen Mercedes-Benz 220 SE Cabriolet.
Helga Matura wurde am 27. Januar 1966 von Hausnachbarn in ihrem Appartement ermordet aufgefunden. Sie starb durch Stiche von hinten mit einem Stilett in den obersten Halswirbel.

## Medienecho
Der Mordfall weist Ähnlichkeiten mit dem der Rosemarie Nitribitt auf, die 1957, ebenfalls in Frankfurt am Main, ermordet wurde. Beide galten als „Edelprostituierte“, die mit ihren Mercedes-Cabriolets nach Kunden Ausschau hielten. Das Medienecho in der deutschen Boulevardpresse und den Illustrierten der Nachkriegszeit zum Fall Matura war ähnlich breit angelegt, allerdings nicht so intensiv und langlebig wie im Fall Nitribitt.
Im Rahmen seines 1962 begonnenen Atlas, in dem er unter anderem Zeitungsausschnitte und Fotografien aufbewahrte, beschäftigte sich Gerhard Richter auch mit Helga Matura und sammelte Material aus den zeitgenössischen Sensationsberichten der Boulevardpresse, beispielsweise der Quick. Noch im Jahr ihrer Ermordung 1966 fertigte er zwei Ölbilder, mit denen er auf diese Vorlagen zurückgriff: Helga Matura mit Verlobtem, das sich im Museum Kunstpalast in Düsseldorf befindet, und Helga Matura in der Art Gallery of Ontario. 1997 wurde Richters Atlas auf der Documenta X in Kassel gezeigt und in einem Bildband dokumentiert.
Bereits 1966 diente der Fall als Vorlage zu dem Film In Frankfurt sind die Nächte heiß.
Gerhard Zwerenz verarbeitete den Stoff in seinem Roman Abschied von dem Mädchen, der 1982 veröffentlicht wurde.
Der Fall wurde wieder thematisiert, als der Schriftsteller Jan Seghers ihn 2010 in einem Kriminalroman verarbeitete.